# Leopold Stadelmann

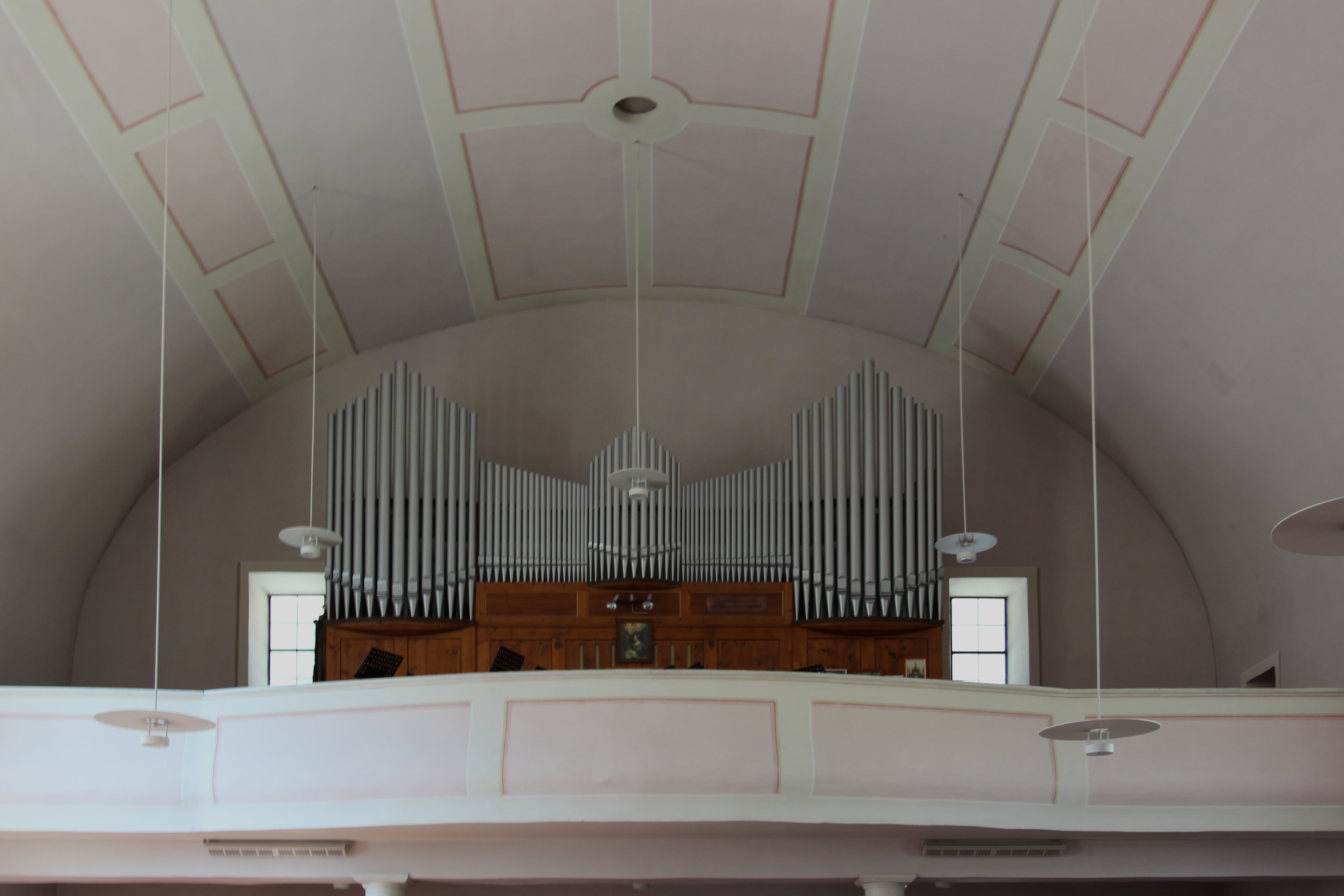
Orgel der Herz-Jesu-Kirche in Huben/Osttirol

Leopold Stadelmann (* 2. Dezember 1901 in Bregenz; † 21. Mai 1981 in Bozen) war ein österreichischer Orgelbauer.

## Leben
Leopold Stadelmann erlernte den Orgelbau bei Josef Behmann in Schwarzach (Vorarlberg). Er arbeitete von 1928 bis 1931 bei Gebrüder Link in Giengen an der Brenz. Anschließend machte er sich als Orgelbauer in Südtirol in Kaltern mit einer eigenen Werkstatt selbständig. An November 1933 war er in Eggen (Deutschnofen) ansässig. 1937 führte er kurz die Werkstatt des Alois Fuetsch in Lienz. Er baute überwiegend Orgeln mit pneumatischer und elektropneumatischer Kegellade. 1957 wurde von ihm die erste Orgel mit mechanischer Schleiflade in Schleis gebaut.

## Werkliste
| Jahr      | Ort                          | Gebäude                             | Bild | Manuale | Register | Bemerkungen                                                                                  |
| --------- | ---------------------------- | ----------------------------------- | ---- | ------- | -------- | -------------------------------------------------------------------------------------------- |
| 1934–1935 | Schluderns                   | St. Katharina                       |      | II/P    | 17       | teilweise erhalten, seit 2019 Orgelneubau mit Beibehaltung mancher Register durch Ives König |
| 1935      | Andrian (Südtirol)           | St. Valentin                        |      | II/P    | 22       |                                                                                              |
| 1936      | Morter                       | St. Stephan                         |      | II/P    | 8        | [ 2 ]                                                                                        |
| 1937      | Huben (Osttirol)             | Herz-Jesu-Kirche                    |      | II/P    | 11       |                                                                                              |
| 1938      | Pens                         | St. Peter und Paul                  |      | II/P    | 14       |                                                                                              |
| 1939      | Weitental (Vintl)            | St. Thomas                          |      | II/P    | 14       |                                                                                              |
| 1942      | Mittewald (Franzensfeste)    | St. Martin                          |      | II/P    | 17       |                                                                                              |
| 1943–1950 | Taisten                      |                                     |      | II/P    | 19       |                                                                                              |
| 1943–1947 | Reischach                    | St. Martin                          |      | II/P    | 14       | nicht erhalten, seit 1987 Orgel von Georg Jann                                               |
| 1948      | St. Walburg                  | St. Walpurga                        |      | II/P    | 21       |                                                                                              |
| 1949      | Lana                         | Heilig-Kreuz-Kirche                 |      | II/P    | 37       |                                                                                              |
| 1950      | Schenna                      |                                     |      | II/P    | 26       |                                                                                              |
| 1950      | Graun im Vinschgau           | St. Katharina (Graun)               |      | II/P    | 17       |                                                                                              |
| 1951      | Steinegg (Karneid)           | St. Peter und Paul                  |      | II/P    | 15       |                                                                                              |
| 1954      | Franzensfeste                | Hl. Herz Jesu                       |      | II/P    | 19       |                                                                                              |
| 1955      | Bozen-Gries                  | Evangelische Christuskirche (Bozen) |      | II/P    | 18       | nicht erhalten                                                                               |
| 1957      | Schleis                      | St. Laurentius                      |      | II/P    | 13       |                                                                                              |
| 1963      | Soraga di Fassa (Überwasser) | Santi Pietro e Paolo                |      | II/P    | 10       | 1975 auf 14 Register erweitert                                                               |